# Шерідан (Колорадо)
Шерідан (англ. Sheridan) — місто (англ. city) в США, в окрузі Арапаго штату Колорадо. Населення — 6105 осіб (2020).

## Географія
Шерідан розташований за координатами 39°38′52″ пн. ш. 105°1′3″ зх. д. / 39.64778° пн. ш. 105.01750° зх. д. (39.647774, -105.017485).  За даними Бюро перепису населення США в 2010 році місто мало площу 5,91 км², з яких 5,74 км² — суходіл та 0,17 км² — водойми.

## Демографія
Згідно з переписом 2010 року, у місті мешкали 5664 особи в 2229 домогосподарствах у складі 1353 родин. Густота населення становила 958 осіб/км².  Було 2455 помешкань (415/км²).
Расовий склад населення:
| - 72,5 % — білих - 2,8 % — чорних або афроамериканців - 2,0 % — корінних американців - 1,7 % — азіатів - 0,1 % — вихідців з тихоокеанських островів - 15,5 % — осіб інших рас |

До двох чи більше рас належало 5,2 %. Частка іспаномовних становила 40,5 % від усіх жителів.
За віковим діапазоном населення розподілялося таким чином: 25,7 % — особи молодші 18 років, 62,6 % — особи у віці 18—64 років, 11,7 % — особи у віці 65 років та старші. Медіана віку мешканця становила 33,2 року. На 100 осіб жіночої статі у місті припадало 101,0 чоловіків;  на 100 жінок у віці від 18 років та старших — 101,0 чоловіків також старших 18 років.
Середній дохід на одне домашнє господарство  становив 44 170 доларів США (медіана — 36 815), а середній дохід на одну сім'ю — 43 646 доларів (медіана — 40 256). Медіана доходів становила 35 791 долар для чоловіків та 32 104 долари для жінок. За межею бідності перебувало 28,7 % осіб, у тому числі 52,0 % дітей у віці до 18 років та 19,1 % осіб у віці 65 років та старших.
Цивільне працевлаштоване населення становило 2664 особи. Основні галузі зайнятості: освіта, охорона здоров'я та соціальна допомога — 20,4 %, роздрібна торгівля — 19,2 %, науковці, спеціалісти, менеджери — 15,9 %.